# クレイマン・クレイマン
『クレイマン・クレイマン』はクレイアニメ
を用いたプレイステーション用のゲームソフトである。製作はThe Neverhood, Inc.、発売はDreamWorks Interactive、監修・監督はダグラス・テンネーペル。日本ではリバーヒルソフトが1998年4月23日に発売した。一作目の『クレイマン・クレイマン ネバーフットの謎』は謎解きゲームとしていたが二作目の『クレイマン・クレイマン2 〜スカルモンキーのぎゃくしゅう〜』（1998年8月13日発売）ではアクションゲームになった。また、1999年11月25日には『クレイマン ガンホッケー』が発売された。

## ストーリー
ホーボーグ王が自らの力で作り出したネバーフッドとよばれる不思議な世界で、主人公クレイマンは、ホーボーグ王を眠りにつかせた張本人クロッグをなんとなく懲らしめたいと思い、立ち上がる。

## 登場人物
クレイマン
本作品の主人公。間抜けな一面を持つ。悲鳴のシーンを除いた場合の会話は1回しかない。
ウィリー・トロンボーン
クレイマンの命の種を蒔いた人物。カセットの再生時にも登場する。
ホーボーグ王
ネバーフッドの創造主。クロッグに王冠を奪われて眠ってしまう。
クロッグ
ホーボーグが最初に生み出した人物。ホーボーグの王冠を奪ってしまう。
ビル
自立型ロボットで、クマのぬいぐるみが宝物。正義と悪はスイッチで切り替えられるが、基本的には正義側で行動する。
ネジマキトカゲ
ビルの敵。クロッグの支配で動かされる
クマのぬいぐるみを壊すように動かされている。

## ゲーム内のオブジェクト
保育所
ウィリーやクレイマン、クロッグなどが生まれた場所
恐竜頭の水道があるほこら
スイッチを押すことで、その水道が流れるエリアにも水を流す事ができる。
ラジオ
ゲーム内のどこかで作動させることができるラジオ。また、機能させるにはどこかで音楽を聞き、周波数を合わせる必要がある。
赤い大きなキノコ
白くて大きな実のなるキノコ。
スロットカー
ライントレースの移動用マシン。特定の場所にしかないが、手動で動き、赤と緑色の2種類がある。
カセット
このゲームにおける重要アイテム。各地に散在しており、集めればウィリーの物語を聞くことが出来る。
ワープマシン
ネバーフッドにいくつも存在する移動装置。初めは一つしか移動できないが、各地を回ることでそこに存在するマシンが記憶していき、ワープマシンの間で自由に行き来できるようになる。
映写機
ヒント的なものを写すことが出来る。
赤く大きい、移動させることが出来る。

## ウラ話
制作する際は、5万フレーム以上のコマ撮りや3トンの粘度を使用している。